# Amber Scott
Amber Scott (10 oktober 1984) is een Amerikaanse actrice, bekend van haar rol als Maggie Banning in de film Hook (1991).